# Heinrich VI của Thánh chế La Mã
Heinrich VI (tháng 11 năm 1165 – 28 tháng 9 năm 1197), thành viên của triều đại Hohenstaufen, là Vua của Đức (Vua La Mã Đức) từ năm 1169 và Hoàng đế La Mã Thần thánh từ năm 1191 cho đến khi qua đời. Từ năm 1194 ông cũng là Quốc vương Sicilia.